# 磯貝美加紗
磯貝 美加紗（いそがい みかさ、1995年11月12日 - ）は、日本出身のラグビーユニオン選手。

## プロフィール
- 愛知県出身[1]。
- ポジションはプロップ(PR)、ウィング(WTB)。
- 身長 165cm、体重 66kg
- 女子日本代表キャップは1。（2022年7月現在）

## 略歴
2018年、追手門学院大学卒業後、北海道バーバリアンズディアナを経て、2020年、ながとブルーエンジェルスに加入。
2022年7月24日に行われた太陽生命 JAPAN RUGBY CHALLENGE SERIES 2022女子南アフリカ代表戦にて先発出場で女子日本代表初キャップを獲得した。